# Damernas 200 meter vid världsmästerskapen i friidrott 2023
Damernas 200 meter vid världsmästerskapen i friidrott 2023 avgjordes mellan den 23 och 25 augusti 2023 på Nemzeti Atlétikai Központ i Budapest i Ungern.
Jamaicanska Shericka Jackson tog guld efter ett lopp på 21,41 sekunder, vilket blev ett nytt mästerskapsrekord och nationsrekord. Silvret togs av amerikanska Gabrielle Thomas och bronset togs av hennes landsmaninna Sha'Carri Richardson.

## Program
Alla tider är lokal tid (UTC+2)
| Datum      | Tid   | Omgång      |
| ---------- | ----- | ----------- |
| 23 augusti | 11:20 | Försöksheat |
| 24 augusti | 19:45 | Semifinal   |
| 25 augusti | 21:40 | Final       |

## Resultat

### Försöksheat
De tre första i varje heat 0Q0 samt de sex snabbaste tiderna 0q0 kvalificerade sig för semifinalerna.
Vind:
Heat 1: -0,4 m/s, Heat 2: -0,7 m/s, Heat 3: -0,4 m/s, Heat 4: -0,4 m/s, Heat 5: -1,3 m/s, Heat 6: -0,3 m/s
| Placering | Heat | Namn                      | Nationalitet           | Tid   | Noteringar |
| --------- | ---- | ------------------------- | ---------------------- | ----- | ---------- |
| 1         | 2    | Sha'Carri Richardson      | USA                    | 22,16 | 0Q0        |
| 2         | 5    | Gabrielle Thomas          | USA                    | 22,26 | 0Q0        |
| 3         | 2    | Marie-Josée Ta Lou        | Elfenbenskusten        | 22,26 | 0Q0, 0SB0  |
| 4         | 1    | Anthonique Strachan       | Bahamas                | 22,31 | 0Q0        |
| 5         | 4    | Julien Alfred             | Saint Lucia            | 22,31 | 0Q0        |
| 6         | 1    | Daryll Neita              | Storbritannien         | 22,39 | 0Q0        |
| 7         | 4    | Natalliah Whyte           | Jamaica                | 22,44 | 0Q0        |
| 8         | 6    | Dina Asher-Smith          | Storbritannien         | 22,46 | 0Q0        |
| 9         | 5    | Kevona Davis              | Jamaica                | 22,49 | 0Q0        |
| 10        | 3    | Shericka Jackson          | Jamaica                | 22,51 | 0Q0        |
| 11        | 6    | Maboundou Koné            | Elfenbenskusten        | 22,55 | 0Q0        |
| 12        | 3    | Shanti Pereira            | Singapore              | 22,57 | 0Q0, 0NR0  |
| 13        | 1    | Jaël Bestué               | Spanien                | 22,58 | 0Q0        |
| 14        | 6    | Kayla White               | USA                    | 22,62 | 0Q0        |
| 15        | 2    | Olivia Fotopoulou         | Cypern                 | 22,65 | 0Q0, 0PB0  |
| 16        | 1    | Favour Ofili              | Nigeria                | 22,66 | 0q0        |
| 17        | 6    | Dalia Kaddari             | Italien                | 22,67 | 0q0, 0SB0  |
| 18        | 4    | Bianca Williams           | Storbritannien         | 22,67 | 0Q0        |
| 19        | 3    | Jessika Gbai              | Elfenbenskusten        | 22,78 | 0Q0        |
| 20        | 3    | Adaejah Hodge             | Brittiska Jungfruöarna | 22,82 | 0q0        |
| 21        | 6    | Krystsina Tsimanouskaja   | Polen                  | 22,88 | 0q0        |
| 22        | 5    | Tasa Jiya                 | Nederländerna          | 22,97 | 0Q0        |
| 23        | 2    | Polyniki Emmanouilidou    | Grekland               | 23,00 | 0q0        |
| 24        | 4    | Gina Bass                 | Gambia                 | 23,02 | 0q0        |
| 25        | 2    | Ashanti Moore             | Jamaica                | 23,12 |            |
| 26        | 2    | Lorène Bazolo             | Portugal               | 23,13 |            |
| 27        | 1    | Léonie Pointet            | Schweiz                | 23,16 | 0PB0       |
| 28        | 1    | Yunisleydis García        | Kuba                   | 23,22 |            |
| 29        | 5    | Boglárka Takács           | Ungern                 | 23,24 |            |
| 30        | 5    | Cecilia Tamayo-Garza      | Mexiko                 | 23,25 |            |
| 31        | 5    | Martyna Kotwiła           | Polen                  | 23,34 |            |
| 32        | 4    | Georgia Hulls             | Nya Zeeland            | 23,36 |            |
| 33        | 3    | Susanne Gogl-Walli        | Österrike              | 23,38 |            |
| 34        | 1    | Ana Azevedo               | Brasilien              | 23,45 |            |
| 35        | 3    | Alexa Sulyán              | Ungern                 | 23,47 |            |
| 36        | 1    | Aimo Pulkkinen            | Finland                | 23,48 |            |
| 37        | 6    | Remi Tsuruta              | Japan                  | 23,49 |            |
| 38        | 3    | Nicole Caicedo            | Ecuador                | 23,51 |            |
| 39        | 2    | Anniina Kortetmaa         | Finland                | 23,52 |            |
| 40        | 4    | Julia Henriksson          | Sverige                | 23,55 |            |
| 41        | 5    | Christine Bjelland Jensen | Norge                  | 23,62 |            |
| 42        | 2    | Gorete Semedo             | São Tomé och Príncipe  | 23,69 | 0SB0       |
| 43        | 6    | Rhoda Njobvu              | Zambia                 | 23,82 |            |
| 44        | 6    | Vitoria Cristina Rosa     | Brasilien              | 23,86 |            |
|           | 4    | Ella Connolly             | Australien             | 0DNS0 |            |

### Semifinaler
De två första i varje heat 0Q0 samt de två snabbaste tiderna 0q0 kvalificerade sig för finalen.
| Placering | Heat | Namn                    | Nationalitet           | Tid   | Noteringar |
| --------- | ---- | ----------------------- | ---------------------- | ----- | ---------- |
| 1         | 1    | Gabrielle Thomas        | USA                    | 21,97 | 0Q0        |
| 2         | 3    | Shericka Jackson        | Jamaica                | 22,00 | 0Q0        |
| 3         | 2    | Julien Alfred           | Saint Lucia            | 22,17 | 0Q0        |
| 4         | 3    | Sha'Carri Richardson    | USA                    | 22,20 | 0Q0        |
| 5         | 2    | Daryll Neita            | Storbritannien         | 22,21 | 0Q0, 0PB0  |
| 6         | 3    | Marie-Josée Ta Lou      | Elfenbenskusten        | 22,26 | 0q0, 0SB0  |
| 7         | 1    | Dina Asher-Smith        | Storbritannien         | 22,28 | 0Q0        |
| 8         | 2    | Anthonique Strachan     | Bahamas                | 22,30 | 0q0        |
| 9         | 2    | Kayla White             | USA                    | 22,34 |            |
| 10        | 2    | Kevona Davis            | Jamaica                | 22,34 |            |
| 11        | 3    | Bianca Williams         | Storbritannien         | 22,45 | 0PB0       |
| 12        | 1    | Natalliah Whyte         | Jamaica                | 22,52 |            |
| 13        | 3    | Jaël Bestué             | Spanien                | 22,60 |            |
| 14        | 1    | Tasa Jiya               | Nederländerna          | 22,67 | 0PB0       |
| 15        | 1    | Olivia Fotopoulou       | Cypern                 | 22,73 |            |
| 16        | 1    | Dalia Kaddari           | Italien                | 22,75 |            |
| 17        | 3    | Shanti Pereira          | Singapore              | 22,79 |            |
| 18        | 3    | Favour Ofili            | Nigeria                | 22,86 |            |
| 19        | 2    | Jessika Gbai            | Elfenbenskusten        | 22,88 |            |
| 20        | 2    | Adaejah Hodge           | Brittiska Jungfruöarna | 22,96 |            |
| 21        | 3    | Gina Bass               | Gambia                 | 23,10 |            |
| 22        | 1    | Polyniki Emmanouilidou  | Grekland               | 23,15 |            |
| 23        | 2    | Krystsina Tsimanouskaja | Polen                  | 23,34 |            |
|           | 1    | Maboundou Koné          | Elfenbenskusten        | 0DSQ0 |            |

### Final
Finalen startade den 25 augusti klockan 21:42.
Vind: +0,1 m/s
| Placering | Bana | Namn                 | Nationalitet    | Tid   | Noteringar |
| --------- | ---- | -------------------- | --------------- | ----- | ---------- |
| 1         | 6    | Shericka Jackson     | Jamaica         | 21,41 | 0MR0, 0NR0 |
| 2         | 8    | Gabrielle Thomas     | USA             | 21,81 |            |
| 3         | 9    | Sha'Carri Richardson | USA             | 21,92 | 0PB0       |
| 4         | 7    | Julien Alfred        | Saint Lucia     | 22,05 |            |
| 5         | 5    | Daryll Neita         | Storbritannien  | 22,16 | 0PB0       |
| 6         | 3    | Anthonique Strachan  | Bahamas         | 22,29 |            |
| 7         | 4    | Dina Asher-Smith     | Storbritannien  | 22,34 |            |
| 8         | 2    | Marie-Josée Ta Lou   | Elfenbenskusten | 22,64 |            |